# Rokieta

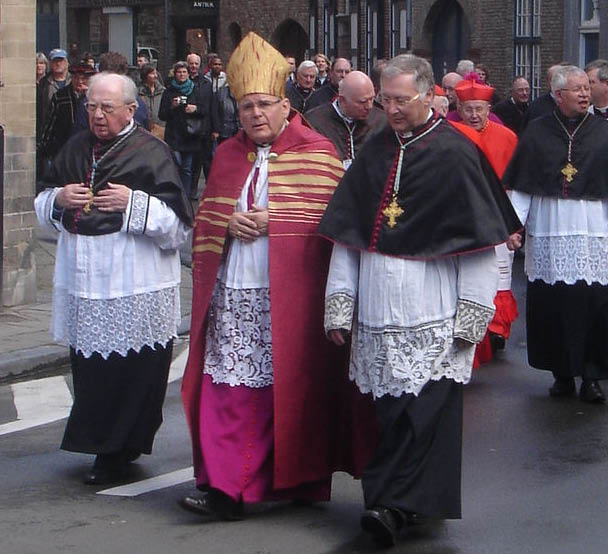
Duchowni noszący koronkową rokietę

Rokieta (wł. rocchetto, komża biskupia) – szata w kościołach rzymskokatolickim i anglikańskim noszona przez kardynałów, biskupów, niektórych prałatów i kanoników jako element stroju chórowego używana od IX w. 
Jest to rodzaj komży o węższych rękawach, czasem podbita kolorową tkaniną (najczęściej fioletową). Na rokietę zakłada się zwykle mantolet lub mucet. Nigdy nie nakłada się komży na rokietę. Stosuje się rokietę z płótna lnianego lub z podobnej tkaniny.